# Carassai
Carassai – miejscowość i gmina we Włoszech, w regionie Marche, w prowincji Ascoli Piceno.
Według danych na styczeń 2009 gminę zamieszkiwało 1199 osób przy gęstości zaludnienia 53,7 os./1 km².